# حبق ليموني الرائحة
حبق ليموني الرائحة (الاسم العلمي:Ocimum citriodorum) هو نوع غير مؤكد من النباتات يتبع جنس الحبق من الفصيلة الشفوية.